# Dicranomyia sternolobata
Dicranomyia sternolobata là một loài ruồi trong họ Limoniidae. Chúng phân bố ở miền Cổ bắc.